# Eremiascincus pardalis
Eremiascincus pardalis — вид сцинкоподібних ящірок родини сцинкових (Scincidae). Ендемік Австралії.

## Поширення і екологія
Eremiascincus pardalis мешкають на півночі Квінсленду, від півострова Кейп-Йорк до Кернса. Вони живуть в мусонних лісах, на саванах і луках.